# 온 에어 프로모션
온 에어 프로모션(On Air Promotion, OAP)은 방송 중의 홍보 영상을 만드는 팀을 말한다. 방송국마다 운영하는 방법이 다르기는 하지만, 가장 큰 맥락으로 정의하면 채널의 성격을 결정하는 채널 네트워크 디자인과 프로그램의 예고편이나 각종 이벤트 홍보용
영상을 만들고, 변형된 형태의 광고 등을 만드는 팀이다. 채널 네트워크 디자인이란 채널의 채널ID, NEXT, TODAY, WEEKEND 등 채널의 전반 적인 디자인을 말한다. 전체적으로 하나의 컨셉트를 가지고 톤앤 매너를 맞추어 채널의 성격을 가장
정확하게 보여주는 그래픽이다.

## OAP제작자가 하는일
프로그램 예고편을 만든다. 예고편은 상시예고와 이벤트성 예고, 개편 등의 시기를 가지고 만드는 시기성 예고 등으로 나뉜다. 상시 예고의 경우 프로그램의 회차당 한 편씩을 제작하는 경우가 많기 때문에 제작팀의 PD들이 간단하게 만드는 경우가 대부분이다. 
그래픽을 많이 사용하지 않고 프로그램의 영상을 편집하여 자막을 넣고 끝내는 일반적인 예고편이다. 이벤트성 예고와 시기성 예고편은 주로 OAP팀에서 만든다. OAP에서 만드는 영상은 일반적인 예고와 다르게 그래픽 요소와 모션을 많이 사용하기도 한다. 필요에 따라 이미지와 텍스트 만으로 작업하는 경우도 있으며, 3D로만 작업하는 경우도 있지만 보통은 편집된 그림과 이미지, 텍스트, 3D요소를 적절하게 섞어서 작업을 한다. 때문에 상시예고보다 좀 더 힘을 줄 수 있고, 사람들의 시선을 끌 수 있다. 채널 네트워크 디자인의 연장선상에서 제작하며 변형된 네트워크 ID로 사용하기도 한다. 케이블 방송을 보면 광고와 광고 사이에 예고편과는 다른 조금 길게 나오는 영상을 볼 수 있다. 이를 '필러'라고 부르는데, 이 영상은 광고가 아닌 프로그램들 사이의 시간 조절을 위해 제작된 대체용 영상이다. 요즘은 이런 필러가 나갈 시간에 변형된 광고를 제작하기도 하는데, 광고는 아니지만 광고에 나오는 제품이나 이미지, 로고송들을 사용하여 그 광고를 떠올릴 수 있게 해주는 영상을 만들어 간접적인 홍보를 하기도 한다. 필러 외에 시간을 알려주는 시보, 채널ID, 이어서 영상 등 이런 홍보에 이용되는 많은 요소들을 OAP제작자가 제작한다.

## OAP Process
OAP 작업의 Process는 대체적으로 모션그래픽 작업의 Process와 동일하다. 사전 조사를 비롯해 기획과 컨셉등 전체적인 영상의 기획을 적립하는 Preproduction 단계가 첫 번째이고 다음으론 본격적인 제작 과정으로서 영상이나 스틸 이미지 등의 촬영을 하고 화면에 등장할 개별 그래픽 소스들을 제작하는 MainProduction 단계가 있다. 그리고 촬영하거나 디자인된 작업소스들을 바탕으로 편집하고, 이펙트를 삽입하거나 합성, 애니메이션, 오디오 작업 등을 하는 PostProduction 단계가 있다.
국내 OAP팀의 경우 직접 촬영이나 기획을 하기 보다는 대체적으로 PostProduction단계의 작업을 많이 제작하므로 여기서는 PostProduction의 과정에 대해 자세히 설명하겠다.

### Post-Production
- 편집

촬영된 영상을 편집한다. 영상을 정확한 타이밍으로 편집하여 사용하는 경우도 있지만, 소스로 사용하는 경우 OK컷을 골라 길이를 여유 있게 편집한다. 보통 편집은 연출의 본의를 살리는 과정이며, 모션그래픽이나 OAP작업에서는 전체 호흡과 완급 조절의 핵심이라고 할 수 있다.
- 모션그래픽

편집된 영상과 앞서 만든 그래픽 소스(일러스트, 벡터 이미지, 3D 모델링)들을 가지고 최종 애니메이션 작업을 하게 된다. 물론 촬영 없이 그래픽만으로 만드는 경우 편집 단계를 건너뛰고 바로 이 단계로 넘어 온다. 이 과정이 바로 모션그래픽을 최종 표현하는 단계이며 가장많은 시간을 투자하는 시간이다. 에프터이펙트가 실력 발휘를 하는 시간도 바로 이때이다. 애니메이션 단계에서는 키프레임의 움직임과 효과 삽입에 주의를 기울여야 하며, 기획 단계에서 표현하고자 했던 것이 잘 반영되고 있는지 항상 점검하여야 한다. 많은 요소가 복합적으로 묶이기 때문에 프로젝트가 비대해지지 않게 관리하여야 하고, 화질 손실이나 포맷별 차이도 반드시 체크해두어야 한다.
- 사운드 작업

애니메이션 작업이 진행된 최종 영상에 사운드 작업을 한다. 보통 사운드 전문가들에게 의뢰하는 경우가 많으며, 노래를 선곡해서 효과음을 첨가하거나 성우 목소리를 더빙하기도 한다. 이 작업은 애니메이션 작업과 병행되기도 하는데, 사운드와의 싱크를 위해 사운드 작업이 어느 정도 선행되기도 한다. 하지만 이런 경우에도 영상이 제작되고 나서 다시한 번 최종 믹싱하는 것이 보통이지만, 상황에 따라 영상 편집 전 전체적인 배경음악 작업을 먼저 한 후 영상 편집에 들어가는 경우도 있다.
- 시사회

최종 책임자와 관련된 모든 사람들에게 최종 결과물을 보여주는 단계이다. 보통 이 단계에서 컨셉이 잘 표현되었는지 내용 전달이 정확한지 등을 중점적으로 확인한다.

### ON-Air
최종 컨펌이 완료된 영상을 방송에 내보내는 마지막 과정이다. 편성을 담당하는 직원이 영상이 들어갈 시간을 정하고, 운행을 담당하는 직원은 디테일한 시간을 배정하여, 주 조정실의 시스템에서 영상을 송출한다. 전파나 케이블을 타고 각각의가정의 텔레비전에서 영상이 방영된다.